# Recursos ictícolas y marítimos de Argentina
Los recursos marítimos de Argentina son abundantes, gracias a su extensa costa sobre el océano Atlántico y la gran extensión de la Plataforma continental de Argentina, en la cual las condiciones geográficas concentran una importante biodiversidad, de las cuales numerosas especies poseen valor comercial. Los réditos de la pesca conforman el 4% de las exportaciones del país.
El organismo oficial argentino que investiga, supervisa y monitorea los recursos ictícolas y afines es el INIDEP (Instituto Nacional de Investigación y Desarrollo Pesquero), cuya sede central se ubica en la importante ciudad marítima de Mar del Plata.
La fuente principal de recursos pesqueros es la extensa plataforma continental, de una profundidad de hasta 200 m, que la cartografía denomina Mar Argentino. La baja profundidad de la misma hace que sus aguas se encuentren fuertemente iluminadas por la radiación solar, de modo que abunda el primer eslabón de la red trófica y la biocenosis marina: el plancton. Gran parte de esta zona epicontinental está comprendida en las aguas territoriales y Zona Económica Exclusiva, conformada por las 350 millas náuticas a partir de la costa en su línea de bajamar. Estas aguas se benefician también de la llamada Convergencia Antártica, una extensa zona en la cual se mezclan las corrientes frías procedentes del Océano Glacial Antártico con las aguas cálidas procedentes de la zona cercana al ecuador, es conocido que las aguas frías son muy ricas en plancton (particularmente el muy ubérrimo en proteínas: zooplancton), moluscos, crustáceos, peces y mamíferos marinos tales como cetáceos y pinnípedos. De tal modo es que las aguas jurisdiccionales argentinas resultan ser uno de los principales caladeros (áreas de pesca) del planeta con constantes periodos de "zafra" que se alternan según la especie. En 1935 fue elaborado el Catálogo de la fauna íctica del mar Argentino, que realizó un registro taxonómico de 261 especies, aunque se supone que la cifra de especies es mucho mayor. En cuanto al grado de explotación actual, los recursos pesqueros del Mar Argentino pueden clasificarse en las siguientes categorías:

## Especies que experimentan sobrepesca
Son aquellas sometidas a una presión pesquera excesiva. Las medidas de manejo adoptadas involucran acotar el esfuerzo extractivo a las capacidades de soporte de las poblaciones naturales, evitando el colapso y procurando su recuperación. En esta situación se encuentran diversas especies de  merluza entre las cuales se incluye a la merluza común y algunas otras especies de merluzas (merluza de cola, negra, etc.) y otras especies costeras (besugo, corvina rubia, pescadilla), algunas especies demersales australes (merluza austral y polaca), y algunos crustáceos (Lithodes santolla de Tierra del Fuego). La merluza negra constituye un caso particular, ya que su pesquería se desarrolló muy intensivamente sin el respaldo de una base científica, del mismo modo la merluza hubsi o "merluza común argentina" sufrió un grave descenso de especímenes en el año 2001 a causa de la sobrepesca (en gran medida con barcos extranjeros) durante los 1990. Por esto, se requieren investigaciones para saber el nivel de explotación de la especie y para limitar la captura de juveniles.
El mar Argentino sin incluir a la mucho más extensa área de la Plataforma Continental Argentina que incluye en el extremo sur a zonas del Océano Antártico  y a las aguas interiores (ríos, lagos, lagunas) es uno de los principales caladeros de pesca del planeta Tierra., a fines de los 1990 la captura de peces (transformados en pescados) superó las 13000000 toneladas en el Mar Argentino (tan solo en el Mar Argentino superó el millón trescientas mil toneladas, contrastando con las 850 mil toneladas de carne vacuna para consumo comercial producida en ese periodo).

## Nivel de explotación
Son aquellos para los que las capturas deberían mantenerse en los niveles actuales, hasta que la información disponible sugiera la conveniencia de modificar este criterio. Son los casos de abadejo manchado (Genypterus blacodes), gatuzo, lenguados, mero y salmón de mar (Pseudopercis semifasciata) entre los peces y del centollón (Paralomis granulosa)  y las vieiras patagónica (Zygochlamys patagonica)  y tehuelche (Aequipecten tehuelchus)  esta última particularmente abundante en el Golfo San Matías entre los invertebrados.
También se incluyen en este grupo los recursos valiosos económicamente, tales como el calamar Illex argentinus y el langostino patagónico Pleoticus muelleri, que poseen un ciclo de vida corto (alrededor de un año), para los que el concepto de Rendimiento Máximo Sostenible a largo plazo no se aplica, sino que dependen de su éxito reproductivo y de la magnitud de cada reclutamiento (incorporación de nuevos ejemplares a la pesquería) para regular su abundancia y disponibilidad para la captura. En estos casos el manejo se realiza partiendo de una estimación del reclutamiento y del control de su disminución durante la temporada de pesca, hasta alcanzar niveles que posibiliten una reposición adecuada al año siguiente.

## Potencialidad para el desarrollo
Son aquellos cuyas capturas se encuentran por debajo de las estimaciones de rendimiento máximo potencial realizadas. En el caso de las especies merluza de cola y anchoíta esta diferencia superaría las cien mil toneladas anuales. También puede proyectarse el aumento de las extracciones de caballa, castañeta y rubio. Esta situación puede extenderse también a los atunes y especies afines, a la palometa, al pargo, a la sardina fueguina (Sprattus fuegensis), al savorín (Serilella punctata), a las cojinovas (especialmente el Seriolella caerulea), a los granaderos (especialmente el Coryphaenoides rupestris) y al pez gallo (Callorhynchus callorhynchu), aunque en estos casos no se cuenta con una buena estimación de su potencial. También podría incluirse en este grupo al congrio de profundidad (Bassanago albescens), que es de tamaño menor que el costero, pero que cuenta con una biomasa muy grande, del orden de las ochocientas mil toneladas. En este caso, no hay un mercado establecido, y se lo captura de manera incidental en pesquerías de calamar o de merluza, a profundidades mayores a los 200 m.
En lo que hace a los recursos fluviales posee un porcentaje importante de la cuenca del Río de la Plata, o cuenca del Plata, incluyendo prácticamente la mitad del estuario. A esta cuenca, una de las más grandes del planeta, se suman otras, la mayoría íntegramente dentro del territorio argentino: la cuenca del río Negro, la cuenca del río Dulce, la cuenca del río Colorado y diversas cuencas secundarias, así como lagos y lagunas naturales a las que se han añadido reservorios artificiales (embalses) en los cuales prolifera la fauna, en especial la íctica.

## Especies con valor alimenticio y comercial
En el Mar Argentino y las aguas del Atlántico y del océano Glacial Antártico que están dentro de la soberanía argentina, o de la jurisdicción que la Argentina reivindica y son reconocidas internacionalmente por la ONU, se pueden mencionar (entre las más conspicuas) a las siguientes especies:

### Microplancton
Diatomeas (Leptocylindrus, Pseudonitszchia, Rhysozolenia, Fragilariopsis etcc.); dinoflagelados y foramíniferos como la Globigerina bulloides, Neogloboquarina pachyderma).

### Algas
Las aguas argentinas son ubérrimas en algas del orden Laminariales (conocidas como kelp), en especial el sargazo gigante conocido como cachiyuyo ( en particular la especie Macrocystis pyrifera), que forma verdaderos "bosques" submarinos. Estas algas se emplean como directo alimento del humano o de ganados, como alimento de otras especies marinas, y para la producción de elementos industriales (agar-agar, etc).

### Kril
El kril, un pequeño crustáceo, es uno de los principales componentes del zooplancton; el kril antártico (Euphausia superba) abunda en la zona. Es el alimento principal de varias especies de ballena, y se explota para uso industrial. Es rico en el antioxidante llamado astaxantina.

### Crustáceos y moluscos
Las aguas del mar Argentino son ricas en langostinos, langostino patagónico (Pleoticus muelleri), almejas (se destaca la especie Darina solenoides), mejillones, mejillines (Brachyodontes purpuratus), berberechos, vieiras patagónicas (Zygochlamys patagonica), ostras (alóctonas, pero excelentemente adaptadas en los criaderos), cholgas, camarones, Lithodes santollas (Lithodes antarcticus), centollones (Paralomis granulosa) y otros decápodos, diversas especies de cefalópodos como los octópodos o pulpos, calamares (entre los que destaca el calamar illex o Illex argentinus), potas, calamaretes (Loligo gahi), en las aguas al sur de Tierra del Fuego se pueden encontrar calamares gigantes (Architeuthis dux) y calamares colosales (Mesonychoteuthis hamiltoni). En los lagos y otros espejos de agua de las provincias de Santa Fe y Córdoba se está difundiendo la acuicultura en la cual se destaca la langosta de agua llamada en inglés "red claw" (pinza colorada: Cherax quadricarinatus), de los criaderos cordobeses la bióloga uruguaya Claudia Turra Gravina obtuvo la idea para iniciar una muy rentable producción similar en el departamento de Maldonado, Uruguay.

### Peces marinos
Abundan el abadejo (particularmente la variedad Genypterus blacodes), anchoa de banco (Pomatomus saltatrix), anchoítas (p. ej.: Engraulis anchoita), bonito (mal llamado atún, ya que Argentina carece de flota atunera), diversas especies de besugo (en especial el Pagrus pagrus o Spagus pagrus), bacalao austral (Salilota australis), bacalao granadero (Macrourus, especialmente el Macrourus carinatus; existen otras especies llamadas popularmente granadero, por ejemplo el Coelorinchus fasciatus), bacalao antártico, la brótola, la caballa (Scomber japonicus), cazón, cornalito, corvinas (en especial la corvina negra, Pogonias cromis, y la corvina rubia, Micropogonias furnieri), falso salmón (Pseudopercis semifasciata), lachas (Brevoortia pectinata y Brevoortia aurea), gatuzos (especialmente los peces de la especie Mustelus schmitti, aunque existen otras especies que reciben según la localidad el mismo nombre popular), lisa (Mugil platanus), lenguados (en especial la variedad Catathyridium jenynsii), meros (Acanthistius brasilianus), merluzas (en especial las especies merluza austral, merluza hubbsi, mojarra, merluza negra —o Dissostichus eleginoides— y merluza de cola —o Macruronus magellanicus), palometa de mar (Parona signata), pescadilla, saraca (Brevoortia aurea, especie de pez marino rico en nutrientes), pez palo, jurel, pez gallo (conocido también como "pejegallo" o "pez elefante", aunque también habita en aguas argentinas otra especie llamada pez elefante, el Gnathonemus petersii), pez limón (Seriola lalandi), polaca (Micromesistius australis), sargo argentino (Diplodus argenteus argenteus), róbalo (como el róbalo patagónico o Eleginops maclovinus), sardina fueguina (Sprattus fuegensis), pejerreyes de mar (Odontesthes smitti, Odontesthes nigricans y Odontesthes argentinensis), nonotenia coluda (Patagonotothen ramsayi), salmones como el salmón pacífico (Oncorhynchus tshawytscha), castañeta (Australoheros facetus), besugo o pargo (Pagrus pagrus), chernia (Polyprion americanus), pez palo (Percophis brasiliensis), escualos o tiburones (se debe notar que los tiburones en las aguas argentinas casi nunca atacan a humanos -solo se documentó un caso en todo el siglo XX, y la persona sobrevivió- o mamíferos de mediano o gran porte, en parte porque las aguas frías hacen que los tiburones tengan conductas mucho menos agresivas) como el tiburón bacota (Carcharhinus acronotus), tiburón cazón (Galeorhinus galeus, muy pescado y consumido por su excelente carne, que seca es vendida hace ya décadas como bacalao noruego), tiburón escalandrún (Carcharias taurus), tiburón gatopardo (Notorynchus cepedianus), tiburón loco (Carcharhinus longimanus-éste se encuentra raramente en las aguas cercanas al paralelo 35 Sur-) y tiburón gatuzo (Mustelus schmitti).
Para preservar el recurso pesquero, el 19 de junio de 2008, el Consejo Federal Pesquero Argentino creó un área de prohibición total de pesca dentro del Banco Namuncurá delimitada por las coordenadas 54° 30′ S y 60° 30′ O, 54° 30′ S y 59° 30′ O, 54° 15′ S y 60° 30′ O, 54° 15′ S y 59° 30′ O dentro de la isóbata de los 100 metros de profundidad. El área tiene sitios de reproducción de especies como polaca y desove de sardina fueguina.
En las gélidas aguas oceánicas australes prosperan especies de gran valor alimenticio como los "bacalaos antárticos" (Nototheniidae) de la especie (Dissostichus eleginoides); y otras especies de austrobacalaos como Trematomus bernacchii y Trematomus hansoni cuya sangre y demás humores poseen glicoproteínas anticongelantes. Se han registrado 12 especies de nototénidos (sin contar a la especie Dissostichus eleginoides) que habitan en regiones de Plataforma Media y Externa con influencia de aguas subantárticas, y algunas de ellas están sometidas a explotación comercial.
Aunque los hipocampos no sean peces que aporten mucho alimento se destacan por la extraña belleza de sus formas ("caballos de mar") y por los mitos a ellos relacionados (por ejemplo el de la fidelidad conyugal) y hasta en este punto exótico los mares de Argentina son ricos, por ejemplo al ser el hábitat de los hipocampos patagónicos (Hippocampus patagonicus).

### Pelasgofauna y peces marinos en el océano glacial Antártico

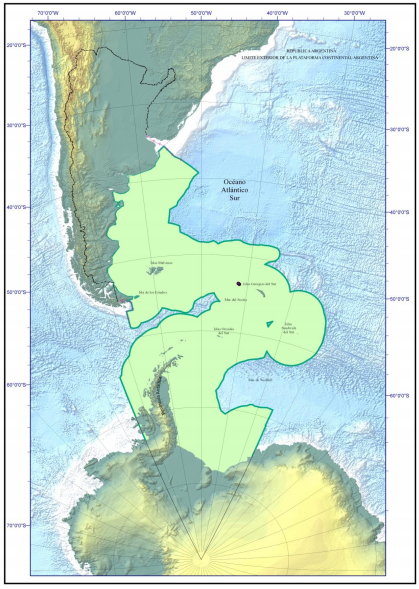
Mapa oficial de la plataforma continental argentina aprobada por las Naciones Unidas, como consecuencia de la Convención sobre el Derecho del Mar de 1995; el punto negro corresponde a las pequeñas si bien muy estratégicas islas Aurora.

Aún bajo los 0° C proliferan en esta región moluscos como el calamar colosal (el mayor invertebrado conocido), artrópodos gigantes (especialmente picnogonidos), y peces que pueden subsistir exitosamente merced a sus glicoproteínas anticongelantes, son peces pertenecientes principalmente a la familia de los Nototheniidae como: 
- el "bacalao antártico" (Dissostichus mawsoni),
- el Trematomus bernacchii;
- el Trematomus hansoni.

También poseen estas cualidades anticongelantes los peces antárticos zoárcidos que viven a más de 550 metros de profundidad en zonas abisales del mar de Bellingshausen entre los que se destaca el anguiliforme Gosztonyia antarctica.

#### Peces de agua dulce
Además de los reseñados peces marítimos, abundan peces fluviales y lacustres así como en lagunas y embalses, de buena carnadura e incluso exquisito sabor, en los ríos de la Cuenca del Plata abundan asimismo especies ictícolas, el río Paraná por sí solo cuenta con al menos 240 especies de peces, entre las más conocidas:
Anguila de río, bogón (Leporinus obtusidens), carpa (Cyprinus carpio), chafalote o machete (Rhapiodon vulpinus), dorado o pirayú (Salminus maxillosus), pacú o mbiraí-piraí (Piaractus mesopotamicus), surubí atigrado (Pseudoplatystoma fasciatum), surubí manchado (Pseudoplatystoma corruscans), patí, boga, bagre amarillo (Pimelodus maculatus), bagre blanco (Pimelodus albicans), chucho de río (Potamotrygon motoro), sábalo, mojarrita), palometa, perca, truchas, pejerrey, gatuzos, tarariras -incluyendo a la tararira misionera (Hoplias mbiguá), armados, manguruyú (Paulicea luetkeni), manduvá (Ageneiosus brevifilis), manduví (Ageneiosus valenciennesi), manduvé cucharón (Sourubim lima), dos especies de grandes peces llamadas manguruyú (Zungaro zungaro y Paulicea lutkeni), armado común (Pterodoras granulosus), diversas especies de róbalos, salmón de río o pirá pitá (Brycon orbignyanus), moncholo (Pimelodus albicans), corvina de río, pejerrey o matungo (Odontesthes bonariensis). En la Patagonia argentina puyenes o cuyenes como el  puyén grande (Galaxias platei) y el puyén chico (Galaxias maculatus), el pejerrey patagónico (Odontesthes hatcheri), salmónidos como  el salmón encerrado (Salmo salar sebago), tarucha (Hoplias malabaricus), trucha arco iris o trucha plateada, trucha de arroyo (Salvelinus fontinalis), trucha de lago (Salvelinus namaycush), trucha marrón (Salmo trutta). En cuanto a la palometa de la Cuenca del Plata o Pygocentrus nattereri es un pariente próximo de las pirañas aunque normalmente la palometa es inofensiva para todo animal de mediano o gran tamaño ya que solo se juntan en cárdumenes agresivos cuando las aguas en que nadan están muy cálidas (tal como ha ocurrido durante la extraordinaria ola de calor de la segunda mitad de diciembre de 2013), por otra parte sus cárdumenes no solo se han vuelto más agresivos por el calentamiento global que es debido al hombre sino que el ser humano ha eliminado a casi todos los principales predadores (yacarés, carpinchos, ariraís etc.) de estos pequeños pero agresivos peces llamados "palometas".

### Cetáceos
Habitan estas aguas durante todo o parte del año, la ballena franca austral, la ballena azul (el animal más grande viviente en la actualidad y, conocido, de todos los tiempos del planeta Tierra), la orca (Orcinus orca), la ballena minke (Balaenoptera acutorostrata), ballena jorobada (Megaptera novaeangliae), cachalotes (Physeter catodon) y varias especies de delfín la tonina (Cephalorhynchus commersonii), el delfín franciscana (Pontoporia blainvillei), el delfín cruzado (Lagenorhynchus cruciger), el delfín de Burmeister o marsopa negra (Phocoena spinipinnis); consideresé que desde mediados de siglo XX tiende a existir por parte de Argentina una política conservacionista para con los cetáceos.
Algunas de estas especies suman a su valor alimenticio y su valor comercial intrínseco, el hecho de ser factores turísticos (por ejemplo: todos los cetáceos y peces como los salmones -en especial en los lagos de origen glaciar que se encuentran en la Patagonia-, el dorado, las truchas, los pejerreyes o matungos, tarariras, palometas, percas, manguruyús etc. que se encuentran en ríos, lagunas y embalses de casi todo el país).

## Importancia económica
Aunque aún a fines del año 2013 la mayoría de los argentinos lo desconociera, el valor de las exportaciones de productos pesqueros y afines ha sido y es inmenso, superando al tradicional de las carnes rojas (carne vacuna, ovina, porcina etc.) y las carnes blancas aviares (de pollo etc.), en efecto el monto de las exportaciones de pescados y moluscos en sólo el 2006 ya había ascendido a los 1.100.000.000 de U$D. Los valores de las exportaciones llegaron a un máximo de 1.500.000.000 (mil quinientos millones de)  U$D en 2013. Las principales especies exportadas han sido y son la merluza austral, el sábalo, el calamar, la pota, pulpos, langostinos y diversas especies de moluscos bivalvos. Recientemente, las exportaciones pesqueras se han centrado en el calamar, el langostino, la merluza y las rayas. En lo que va del año 2015, se han registrado caídas en los precios del langostino y del calamar, que no afectan las toneladas exportadas. También se han observado aumentos en las exportaciones de rayas y abadejo
Según el informe dado por la Fundación Vida Silvestre Argentina, en el 2009 el área del Mar Argentino (esto es sin contar la gran cantidad de ríos, lagos, lagunas, embalses y otras aguas territoriales argentinas) produjo 1.000.000 (un millón) de toneladas en peces y mariscos (en su inmenza mayoría exportados), se considera que el Mar Argentino como otros biomas debiera tener al menos un 15% de su área protegida (área natural protegida) pero aún en septiembre del 2012 menos del 1% estaba lo suficientemente protegida.